# Campionati europei di ciclismo su pista 2024 - Americana femminile
L'americana femminile ai Campionati europei di ciclismo su pista 2024 si svolse il 14 gennaio 2024 presso l'Omnisport Apeldoorn di Apeldoorn, nei Paesi Bassi.

## Risultati
La gara si è corsa sulla distanza di 120 giri (30 km), con 12 sprint.
| Pos. | Atleti                               | Nazione       | Punti giro | Punti sprint | Ordine d'arrivo | Punti totali |
| ---- | ------------------------------------ | ------------- | ---------- | ------------ | --------------- | ------------ |
| 1    | Valentine Fortin Marion Borras       | Francia       | 20         | 30           | 3               | 50           |
| 2    | Katrijn De Clercq Lotte Kopecky      | Belgio        | 20         | 21           | 5               | 41           |
| 3    | Elisa Balsamo Vittoria Guazzini      | Italia        | 0          | 28           | 1               | 28           |
| 4    | Daria Pikulik Wiktoria Pikulik       | Polonia       | 0          | 24           | 2               | 24           |
| 5    | Marit Raaijmakers Lisa van Belle     | Paesi Bassi   | 0          | 18           | 4               | 18           |
| 6    | Lara Gillespie Alice Sharpe          | Irlanda       | 0          | 9            | 6               | 9            |
| 7    | Franziska Brauße Lea Lin Teutenberg  | Germania      | 0          | 5            | 7               | 5            |
| 8    | Ellen Klinge Ida Krum                | Danimarca     | 0          | 0            | 8               | 0            |
| 9    | Michelle Andres Jasmin Liechti       | Svizzera      | 0          | 0            | 9               | 0            |
| 10   | Tetyana Klimchenko Arina Korotieieva | Ucraina       | –40        | 0            | -               | ritirate     |
| 11   | Elinor Barker Neah Evans             | Gran Bretagna | –40        | 0            | -               | ritirate     |
| 12   | Kateřina Kohoutková Petra Ševčíková  | Rep. Ceca     | –40        | 0            | -               | ritirate     |
| 13   | Isabel Ferreres Laura Rodríguez      | Spagna        | –40        | 0            | -               | ritirate     |